# Maria Leddi
Maria Leddi Maiola (San Sebastiano Curone, 5 ottobre 1953) è una politica italiana.

## Biografia

### Elezione a deputato
Alle elezioni politiche del 2006 viene eletta deputata della XV legislatura della Repubblica Italiana nella circoscrizione II Piemonte per L'Ulivo.

### Elezione a senatrice
Alle elezioni politiche del 2008 viene eletta senatrice nella regione Piemonte per il Partito democratico.